# Петър Славов (адвокат)
Вижте пояснителната страница за други личности с името Петър Славов.
Петър Славов е български народен представител в XLIII народно събрание. Председател на сдружение „Гражданска платформа“. Член на Висшия адвокатски съвет мандат 2021 – 2025 г.

## Биография
Роден е на 4 декември 1975 г. Образованието си получава в Софийски университет (Магистър по право); Университет за национално и световно стопанство (Магистър по икономика), European Business School London, Regent's University (Бакалавър по бизнес администрация); Нов български университет (доктор по конституционно право).

## Политическа дейност
Петър Славов е един от най-активните народни представители в XLIII народно събрание. Автор на над 100 законопроекта и 650 въпроса към министрите. Съвносител на промени в Закона за ДДС, влезли в сила от 1 януари 2017 година, с които хранителните дарения се освобождават от ДДС. Основната цел на промените е хранителните вериги и производителите да не изхвърлят стоки с изтичащ срок на годност, а да ги даряват на нуждаещи се. Вносител на първия законопроект в XLIII народно събрание, с който се въвежда електронно дистанционно гласуване. Вносител на законопроект, с който се въвежда 3-месечен винетен стикер, а годишният важи 12 месеца от датата на закупуване. Съвносител на законопроект, с който се въвежда срочна застраховка „Гражданска отговорност“ за т.нар. сезонни МПС – мотоциклети, кемпери и каравани. Един от основните инициатори и вносители на пакет от промени, въвеждащи законова база за лустрация